# Dolabritor ascifer
Dolabritor ascifer is een spinnensoort uit de familie hangmatspinnen (Linyphiidae). De soort komt voor in Colombia.